# República de Pastos Bons
A República dos Pastos Bons foi um Estado não reconhecido instituído nas Regiões Nordeste e Norte do Brasil. Embora tenha sido por mais de três vezes declarado independente em relação ao Império do Brasil, nunca foi reconhecido por nenhuma entidade nacional.
Pela proposta territorial, a República dos Pastos Bons, o posterior projeto estadual, seria constituído dos territórios do sul do Maranhão, sudeste do Grão-Pará, norte do Goiás e sul do Piauí. Com o advento da era republicana no Brasil, reformula-se, clamando pela formação do estado de Pastos Bons.

## Antecedentes
A região do alto sertão maranhense, onde se localiza a cidade de Pastos Bons foi a primeira a ser colonizada na região sul do Maranhão. Seus primeiros colonizadores foram os bandeirantes que partiam do interior do Ceará, da Bahia e do Pernambuco à procura de índios para servir de mão de obra escrava no litoral, e de terras para o cultivo agropastoril.
Formou-se no povoado de Pastos Bons um destacamento militar – "a tropa de 1ª linha" – que serviria unicamente para "firmar posse [de territórios] e impor submissão aos selvagens". Dada esta característica, o vilarejo tornou-se importante entreposto, abrigando grande quantidade de colonos em busca de terras. 
Apesar de tal importância, a "segunda porção" do território maranhense (alto sertão e zona sul dos cocais) ficou à margem dos grandes ciclos econômicos da província, recebendo pouca ou nenhuma atenção de São Luis (capital maranhense). A situação social agravou-se com os problemas de estiagem, somados à ocupação e exploração desordenada da terra, o que levava a sérios conflitos entre latifundiários e pequenos agricultores. Outro fator relevante diz respeito a comunicação da região com a capital maranhense, que estava geograficamente distante da região. Para os colonos era mais fácil manter contato com Oeiras, a época capital do Piauí, do que com São Luis.

## Primeira declaração
Esta característica chamou a atenção dos líderes da Confederação do Equador, que após a derrota do referido movimento emancipacionista em 1824, fugiram para o interior nordestino, em busca de um novo local para se esconderem e restabelecerem-se. Foram estes mesmos, os líderes rebeldes que haviam fugido após o debelar da Confederação do Equador, que passaram a residir no vilarejo de Pastos Bons, que idealizaram a pretensa república.
Seguindo a mesma linha de pensamento da Confederação do Equador, pretendiam a formar no Alto Sertão uma república baseada na constituição da Colômbia. Pelo plano original, a república de 1828 se estenderia desde rio Gurgueia, até a foz do Araguaia, com o rio Tocantins sendo o limite sul. Planejavam fazer uma revolução em Pastos Bons, e para isto, semearam entre a população os ideais republicanos.
Ao longo do ano de 1828 o movimento pela república de Pastos Bons ganhou força e apoio. Entretanto acontecia paralelamente no sertão pernambucano, diversas ações de cunho republicano, principalmente nas cidades de Afogados e Santo Antão. Em fevereiro de 1828 foi proclamada a República Pernambucana. Este fato obrigou o império a tomar medidas enérgicas: foi decretado o estado de sítio da região em setembro de 1828; prisão de todos os líderes republicanos; e imposição de censura na região. Dado este acontecimento, e temendo a mesma represália em Pastos Bons, a sedição que se formava cessou.

## Declaração de Grajaú
Após a declaração de 1828, o governo provincial maranhense transfere a comarca de Pastos Bons para Grajaú, para assim enfraquecer politicamente o movimento emancipatório desenvolvido na primeira. Entretanto esta atitude fez fortalecer ainda mais o movimento, pois concentrou a massa crítica da região em Grajaú.
Em 1835, Militão Bandeira de Barros, Juiz de Paz da Chapada do Bonfim (atual Grajaú), admirador dos conceitos de liberdades constitucionais republicanas, propagou entre a população e os políticos da região, estes ideais. Conseguindo o apoio que desejava junto aos sertanejos do sul do Maranhão, proclamou a República dos Pastos Bons. A declaração de 1835 formulou uma república nacional e democrática, mas não passou de idealização abstrata.

## A revolta e o suplício de 1840
Diante da crise do algodão, que assolou o Maranhão entre as décadas de 1830 e 1840, levando inúmeros sertanejos pobres, escravos e prisioneiros a viver em situação de extrema miséria e abandono, explode a maior revolta popular já acontecida em terras maranhenses e piauienses, a Balaiada.
Paralela a esta revolta e a todo caos econômico vivido nas baixadas maranhenses, em Oeiras e em São Luis, o alto sertão maranhense vivia uma situação de maior penúria. A região dependia quase que exclusivamente da economia do algodão, e ao ver as regiões produtoras em profunda crise, automaticamente entrou em crise.
O clima de insatisfação popular se agravou e em 1840, ainda durante os acontecimentos da Balaiada, explode no alto sertão – nas cidades de Grajaú, Barra do Corda, Carolina e Pastos Bons– a revolta de 1840. Os sertanejos se levantaram contra a Guarda Nacional e atacaram os presídios, libertando os prisioneiros. Em seguida, saques e depredações aos diversos edifícios públicos aconteceram.
Grupos oligarcas de ideologia liberal-republicana, se beneficiando do caos popular, espalharam a proposta separatista republicana. Em junho de 1840 a região sul do Maranhão e sul do Piauí, se declarou independente do império do Brasil, estabelecendo a capital da república de Pastos Bons em Grajaú. Os revoltosos receberam apoio de uma das facções da balaiada, os "vaqueiros", com cerca de 4.000 sertanejos comandados por Raimundo Gomes, o Cara Preta.
O império como resposta, enviou tropas da Guarda Nacional vindas do Grão-Pará, da Bahia e de Goiás para sufocar a rebelião de Grajaú. Grandes embates foram registrados em Grajaú e Pastos Bons. Mal preparados e praticamente desarmados, os revoltosos foram totalmente derrotados e seus líderes presos e torturados.
Com as cadeias destruídas, e não havendo local adequado para acomodar a grande quantidade de rebeldes capturados, coronel Luís Alves de Lima e Silva (Duque de Caxias) ordenou que se ateasse fogo nos locais de prisão para eliminar de uma só vez todos os prisioneiros. Este ato infame foi feito nas prisões de Pastos Bons e Grajaú, e ficou conhecido como "o suplício dos prisioneiros".

## Proposta de Taunay
Após os conflitos de 1840, o projeto de criação de uma república no alto sertão maranhense findaram. A forte repressão feita pelo império, desmobilizou as correntes político-ideológicas que davam suporte ao projeto.
Entretanto, na década de 1870 Visconde de Taunay, deputado da província de Goiás, propôs a criação de uma província com territórios desmembrados do norte de Goiás e do sul do Maranhão, com capital em Boa Vista do Tocantins ou Carolina. O projeto foi protocolado por duas vezes junto ao congresso estadual, mas nunca chegou ao plenário.

## As revoltas em Boa Vista
A partir da década de 1880, ressurgem em Grajaú e Carolina lutas entre grupos oligarcas pelo domínio da região. Os grupos liberais, que apoiavam a causa republicana, liderados pelas famílias Leitão e Leda travaram intensas batalhas com os grupos conservadores maranhenses, ligados ao império. Os liberais tentaram por diversas vezes a proclamação da república de Pastos Bons, mas os conservadores com o apoio da igreja Católica conseguiu os expulsar da região, expropriando suas propriedades e excomungando-os, sendo obrigados a estabelecerem-se em Boa Vista do Tocantins, no norte de Goiás.
Os primeiros liberais maranhenses que mudaram para o norte de Goiás foi o grupo liderado por Carlos Leitão. Trazendo os ideais consigo, dissemina-o em Boa Vista. Rapidamente Leitão conseguiu mobilizar a parte da população em torno da proposta republicana (República de Pastos Bons). Entretanto, com a proclamação da república brasileira em 1889, é obrigado a reformular sua proposta, apelando somente para a criação de um ente federativo, o estado de Boa Vista, que seria formado a partir do desmembramento de territórios paraense e goiano.
Sob forte oposição Leitão ainda declara a criação do estado autônomo. Os grupos conservadores de Goiás, sob a liderança de frei Gil de Villa Nova e Marciel Perna, fazem uma forte campanha contrária, derrotando Leitão, e desmobilizando o processo emancipatório. Leitão é obrigado a mudar-se para o Grão-Pará.
Da mesma forma que Leitão, o grupo liderado por Leão Leda é expulso do Maranhão por incitar insurreições contra o governo maranhense, e disseminar ideias separatistas. Leão Leda fixa-se em Boa Vista e retoma a proposta de Leitão – de formar um estado com territórios do Goiás e do Grão-Pará – acrescentando também os territórios maranhenses.
Leão Leda consegue o apoio que desejava para declarar o estado autônomo de Pastos Bons, mas os grupos opositores mobilizam-se, e inicia-se uma das mais sangrentas guerrilhas do meio-norte do Brasil. As lutas são travadas nos três estados que perderiam territórios.
Após ser derrotado no Maranhão e no Goiás, foge para o Grão-Pará, onde chega a proclamar a criação do estado de Pastos Bons. Com forte oposição das dioceses do Goiás e do Maranhão, Leda é derrotado, sendo morto em 1909 após uma emboscada planejada por Dom Carrerot.

## Desmobilização e fragmentação
Após a morte de Leda, o movimento pela criação do estado de Pastos Bons é desmobilizado. Alguns líderes do movimento são presos e outros obrigados a fugir para estados vizinhos.
Duarante a era Vargas, Lysias Rodrigues tenta criar um estado com os territórios desmembrados do Pará, Maranhão e Goiás, sob o nome de estado do Tocantins. Embora tenha a mesma configuração territorial, não parte da proposta de Pastos Bons.
Após as revoluções de Boa Vista, a proposta do estado de Pastos Bons é abandonada. Entretanto ressurge em quatro outros movimentos:
1. Tocantins, que se fortalece como movimento, e em 1989 é emancipado. O único a lograr sucesso desde então; [8]
2. Carajás, que inicialmente surge com o nome de estado do Itacaiunas em 1910, nasce ideologicamente no seio das propostas de Pastos Bons;
3. Maranhão do Sul, que embora tenha sido a base da proposta de Pastos Bons, é desmobilizado após a década de 1900. Ressurge na década de 1970 e é o principal herdeiro da República dos Pastos Bons;[9]
4. Gurgueia, que fez parte da proposta republicana inicial, foi desmobilizado ainda no século XIX, somente ressurgindo na década de 1950.